# Bayou Corne
Bayou Corne es un lugar designado por el censo ubicado en el parroquia de Assumption en el estado estadounidense de Luisiana. En el censo de 2020 tenía una población de 32 habitantes y una densidad poblacional de 32,65 habitantes por km². Fue incluido como CDP en el censo de 2020. 

## Geografía
Bayou Corne se encuentra ubicado en las coordenadas 30°00′52″N 91°09′14″O / 30.01444, -91.15389. Según la Oficina del Censo de los Estados Unidos,  tiene una superficie total de 0,98 km², de la cual 0,94 km² corresponden a tierra firme y 0,04 km² a agua.